# あいコミ
株式会社あいコミは、北海道恵庭市の一部地域を放送区域として超短波放送（FM放送）を行う特定地上基幹放送事業者である。e-niwa（いーにわ）の愛称でコミュニティ放送を営んでいる。

## 概要
24時間放送。自社制作・道内からの番組配信以外の時間帯は平日夜間20:00 - 翌朝7:00に同日8:00 - 19:00の番組を再放送し、それ以外はミュージックバードからの番組を放送。
恵庭市及び近隣市町を対象とし、エリア内人口は約8万人、恵庭市人口は約6万3千9百人である。
本社スタジオは北海道恵庭市島松緑町2丁目1番1号 アルファコート緑と語らいの広場えにあす内。

## 歴史
1998年頃から恵庭市民の間でFM局開設の動きが生まれ、2001年から「えにわFMラジオ設立準備会」（後に「えにわコミュニティラジオ局開設準備室」に改称）がミニFM事業を実施。その後恵庭市職員の北岡昌洋が道内各地での地域FM開局に刺激され、FMで市民・企業・行政をつなぐ事をモットーとし市民や地元企業関係者らとともに準備を行い、2005年末に「えにわコミュニティ放送株式会社」を設立、2006年3月3日に開局。ステーションネームは「FMパンプキン」で、これは恵庭市の特産であるカボチャに由来したものである。
恵庭市内の各市街（島松、恵み野、恵庭）を対象としたラジオ放送を行い、市民情報、商店街情報、企業情報、行政情報、医療情報などの運用と発信による情報の共有と、市民間交流の潤滑油となるべく活動した。「市民総出演」をスローガンとし最盛期にはボランティア100人以上が参加し自社制作番組約40本で地域情報を発信した。
ところが、2008年に起こった大不況の影響で40社のスポンサーが12社まで減少、1期から3期の営業売上げは1400 - 1600万円と低迷。累積赤字は3700万円に及び、従業員の給与も賄えず意欲が続かない等の理由から放送局長が3度交代し市民パーソナリティが放送禁止用語を使用するといった問題が続発した。
再建策としてパートを含む社員計5人を解雇し、40ある自局制作番組も1日1本90分程度に縮小、東京の衛星放送から配信番組を買って放送を続ける方針だった。2009年7月21日に自社放送休止を発表し、9月上旬をめどに再開を目指していた7月30日午前10時45分ごろ、住居となっている事務所の2階から出火、消火活動により機材全損となり放送停止となった。このため、8月3日に放送そのものを1年間の予定で休止することになった。
その後パンプキンの役員を務めた通信設備会社社長の三浦孝史らが存続に向けて株主企業らを説得し、新たな出資を募ったうえで2009年11月1日に社名を「株式会社あいコミ」へ改称。社名は「声を掛けあい」、「協力しあい」、「励ましあい」、「分かちあい」の等の意味を合わせたの「あい」とコミュニティを合わせたものとした。
新スタジオを道の駅『花ロードえにわ』（恵庭市南島松）に設置し、放送免許取り消し期限3日前の2010年1月28日より恵庭（eniwa）、北海道（ezo）、地球（earth）、自然環境（ecology）の頭文字を合わせた『e-niwa（いーにわ）』のステーションネームで放送を開始した。子育て支援を手厚くする恵庭市役所と連携し、子育てに関する取り組みを柱として番組で子育ての助言を取り上げる他行事も含めて子育て世代や子どもとのつながりを深めている。
自社制作は生放送1番組のみから徐々に増やしたが、旧パンプキン時代の半分程度にとどめ従業員も4人に絞り2013年度に単年度黒字を実現し2017年・2018年にも黒字経営としている。
2014年には東日本大震災での地域FMの利用を参考に詳細な災害時マニュアルを策定し、2018年の胆振東部地震時の緊急放送で役立てられ以降防災啓発のCMを流す等子育て関連と並び防災関連の取り組みを強化した。

### 沿革
前史
- 2001年（平成13年）
  - 1月12日 - えにわFMラジオ設立準備室、設立
  - 5月26日 - 第1回ミニFM（島松・夢創館）
  - 8月5日 - 第2回ミニFM（本町、市民情報サロンすずらん踊りの様子を実況中継）
  - 8月26日 - 恵庭青年会議所主催のイベントに参加
  - 9月13日 - 恵庭ライオンズクラブ例会に参加
  - 12月1日 - 第3回ミニFM（恵み野町内会、市立図書館）
- 2002年（平成14年）
  - 2月3日 - 第19回えにわ雪ん子まつり参加
  - 3月9日 - 第4回ミニFM（島松地区町内会・商店会、島松市民センター）
  - 5月11日 - 第5回ミニFM（白樺町内会・つくし幼児園）
  - 6月9日 - 第6回ミニFM（恵み野町内会・つねまる薬局前）
  - 7月7日 - 第7回むらもと祭り参加
  - 8月4日 - 島松駅前通り夏祭り参加
  - 8月23日 - NHK札幌放送局「ほくほくテレビ」進行司会担当
  - 9月29日 - 第7回ミニFM（遊ingロード1番街、喫茶リボン）
  - 10月18日 - 恵庭ロータリークラブ例会参加
  - 12月8日 -「ミニFM・イン・イトーヨーカドー」初回放送（以降毎月放送）
- 2003年（平成15年）
  - 2月1日 - 第20回えにわ雪ん子まつり参加（桜町多目的広場）
  - 3月23日 -「まちづくり市民リレートーク」実施（恵庭まちづくり市民の会との共催事業）
  - 7月13日 - 第8回むらもと祭り参加
  - 8月10日 - 恵み野地区夏祭り参加
  - 8月17日 - 第17回納涼盆踊り・第26回納涼花火大会参加
  - 8月30日 -「島松の商店会主催 第35回わいわい広場感謝まつり」参加
  - 10月11日 - 03'えにわスポーツフェスティバル参加
  - 10月25日 - 北央三菱自動車恵庭支店10周年記念行事参加
- 2004年（平成16年）
  - 2月1日 - 第21回えにわ雪ん子まつり参加（桜町多目的広場）
  - 2月15日 - ミニFM・イン（第16回）XCスキー大会
  - 5月4日 - イトーヨーカドー恵庭店の縁日イベントに参加
  - 5月26日 - 恵庭YEG少年サッカー大会支援
  - 10月9日 - 04'えにわスポーツフェスティバル参加
- 2005年（平成17年）
  - 1月7日 - NHKテレビ「ほくほくテレビ」進行司会担当
  - 2月1日 - 第22回えにわ雪ん子まつり参加（桜町多目的広場）
  - 2月20日 - ミニFM・イン（第17回）XCスキー大会
  - 5月4日 - イトーヨーカドー恵庭店の縁日イベントに参加
  - 6月8日 - NHKテレビ「ほくほくテレビ」出演PR
  - 8月4日 -「えにわコミュニティラジオ局開設準備室」に組織拡大
  - 11月 - 株式会社として法人登記
  - 12月1日 - 北海道総合通信局が放送局（現・特定地上基幹放送局）の免許申請受理

FMパンプキン時代
- 2006年（平成18年）
  - 1月18日 - 愛称「FMパンプキン」決定
  - 2月2日 - 予備免許取得
  - 2月11日 - 第23回えにわ雪ん子まつり参加（桜町多目的広場）
  - 3月2日 - 放送局の免許取得
  - 3月3日 - 開局。遊花夢（you come）FMパンプキン誕生祭を公開生放送。
  - 7月 - 初の番組改編
  - 8月5日 - えこりん村にサテライトスタジオを設け、3時間の公開生放送。
- 2007年（平成19年）
  - 3月3日 - 一周年記念祭を開催（島松・夢創館）。
  - 12月12日 - サポーターズクラブ「パンプキン合衆国」設立。
- 2008年（平成20年）
  - 2月10日 - 夢創館でチャリティライブを開催。
  - 5月25日 - 市民プラザアイルにて「FMパンプキン5人展」を開催。
- 2009年（平成21年）
  - 3月3日 - 3周年記念番組を放送
  - 5月7日 - パンプキン農園、林田に開設
  - 7月21日 - 8月3日より1年間の予定で一時休止する方針を発表[5][4]。
  - 7月30日 - 2階住居から出火、1階事務所の放送機材が全損[6][4]。
  - 8月5日 - この日から7日にかけて緊急回線を使って試験電波発射。局長から放送停止のお詫びと今後についてアナウンスされた。

e-niwa時代
- 2009年（平成21年）11月1日 - 株式会社あいコミに社名変更[4]。ステーションネームを「e-niwa」に変更。
- 2010年（平成22年）
  - 1月28日 - 「e-niwa」が開局、放送開始。道と川の駅のスタジオにて1日平日90分のみの情報番組からスタート。
  - 3月14日 - 消費者庁より委託され、食品表示講演会を実施。
- 2011年（平成23年）
  - 1月 - 多文化共生懇話会を主催。
  - 1月28日 - 道と川の駅にて、開局1周年記念コンサート開催「JUNCO＆CHEEP」
  - 2月 - 続・食品表示講演会を主催。
  - 3月19日 - 市民パーソナリティ養成セミナーをスタート。
  - 4月8日 - 東日本大震災被災地の災害FM局にリスナーから募ったラジオ約200台を届ける。
  - 4月24日 - 市議会議員選挙開票特別番組を放送。
  - 7月 - 本社スタジオの生放送（IPコーディック）遠隔操作自動運行プログラムの導入
  - 10月 - 市民パーソナリティ制作番組スタート。
- 2013年（平成25年）
  - パーソナリティ4名が北海道警察より交通安全アドバイザーを委嘱される。
  - 7月 - 子育て応援大型ワイド番組「しろくま通信」スタート。
- 2014年（平成26年）
  - 3月 - 子育てラジオシンポジウムを道の駅にて実施（公開生放送）。
  - 6月 - 市内小学校運動会開催特番実施。
- 2015年（平成27年）10月20日 - インターネット放送（サイマルラジオ）をスタート。
- 2016年（平成28年）
  - 3月11日 - 恵庭市内の全幼稚園と災害時の協力協定を締結。
  - 2月 - リスナーメッセージからバター入りコーヒー（しろくまコーヒー）が誕生。
  - 4月 - 市民パーソナリティ総出演数30名以上。年間延べ出演者数1500名以上。
  - 9月 - 開局以来初となる聴取率調査を実施。聴取率3.57％を獲得。  
  - 10月 - リスナーメッセージから生まれたTシャツなどを販売開始。
- 2017年（平成29年）1月27日 - 開局7周年記念特別番組を放送。
- 2018年（平成30年）
  - 3月28日 - 島松寿町より、本社事務所を緑町のえにあすに移転
  - 9月6日 - 北海道胆振東部地震に伴う臨時災害特番を63時間放送。
- 2019年（令和元年）
  - 9月4日 - 恵庭市総合防災訓練（会場音響、司会、特別放送）参加
  - 12月5日 - 開局10周年×北海道歌旅座10周年記念コンサート＠夢創館開催
  - 12月21日 - 恵庭子ども塾 ラジオ製作体験教室実施
- 2020年（令和2年）
  - 1月25日 - 開局10周年記念Special Talk Session（金子耕弐）＠えにあす
  - 2月27日 - この日から新型コロナウイルスに係るBCPを発動し、特別編成に切り替える。
  - 3月1日 - 札幌地方石油業協同組合との防災協定を締結。
  - 7月29日 - オフィシャルオンラインショップ（ECサイト）を開設。

## 主な番組

### 生放送
- えにわモーニング（月曜 - 金曜 8:00 - 9:55）
- サウンドスケープエニワ（月曜 - 木曜 9:55 - 10:00）
- スキップ!（月曜 - 金曜 10:30 - 12:30）
- まちナビ（月曜 - 金曜 17:00 - 18:00）

### 収録
- 午後のインフォメーション（月曜 - 金曜 13:00 - 13:55）
- みんなで防災（金曜 13:00 - 13:30）
- 校歌時間（金曜 13:30 - 14:00）

### 市民参加番組
- 空耳ソラシド ことわざ入門（月曜 - 木曜 13:55 - 14:00）
- ラタトゥーユ（月曜　10:00 - 10:30）
- 黒田雄亮のRadio Chrome（月曜　12:30 - 13:00/再放送・土曜 12:00 - 12:30）
- Any World Sound（月曜　18:00 - 19:00/再放送・日曜 18:00 - 19:00）
- ファンシーフリーなおもちゃばこ（火曜 14:00 - 15:00/再放送・土曜 15:00 - 16:00）
- From LIFE（火曜 18:00 - 18:30/再放送・土曜 17:30 - 18:00）
- にじいろ水曜日（水曜　14:00 - 15:00/再放送・14:00 - 15:00）
- ビビディ・バビディるう!（水曜　18:00 - 19:00/再放送・土曜 14:00 - 15:00）
- Groovin’ LIFE（金曜 10:00 - 10:30/再放送・日曜 12:00 - 12:30）
- ノバラジ（金曜 14:00 - 15:00/再放送・日曜 13:00 - 14:00）
- オイカイワタチの星興し（金曜 15:00 - 15:30）
- エナジーR50（金曜　15:30 - 16:00/再放送・日曜 12:30 - 13:00）

## FMパンプキン時代の番組

### 生放送
- パンプキンぽっとラック
- 情報バラエティ ガーデンカフェ
- イブニングステーション
- イブニングFriday
- サタデー遊ingウォーカー
- ENIWA SUPER COUNT DOWN+
- プレシャスモーニング（ - 2007年3月）
- デリシャスランチタイム（ - 2007年3月）
- 情報キャッチアップ（ - 2007年3月）

### 局制作番組
- えにわ百年100話
- てのひら通信
- エッセイを書こうよ
- キネマな夜

### 市民制作番組
- 山口孝司アナザーウィークエンド
- 井戸端ファーマーズ
- 恵庭空想ビル地下2階ミュージックバーゴールデンポンプ
- ストーリータイム
- マイク青木のOH!演歌!
- 街かどふれあいトーク（「街かどサークル紹介」 - 2007年3月）
- 遭わない 起こさない 交通事故
- サウンドクロスロード
- ピースフォーボーイズ＆ガールズ
- LAN! ENIWA RUN!
- なちゅ☆すた（2008年4月 - ）
- M-3ゴリゴリRADIO
- An Die Musik
- 名曲セレクション
- 池永ちかこのおしゃべりサロン
- おしゃべりトワイライト
- Smile☆パレード
- 恵庭小劇場
- 上京物語
- Heat Wave
- カラオケだーい好き
- Pumpkinside Chat
- もうひとつのVoice
- グラス一杯の音楽
- Fの時間
- マイアニメでグゥ!（ - 2007年3月）
- おまたせ千歳高校（ - 2007年3月）
- 局立喫茶放送部（ - 2007年3月）
- 夜でナイト2（ - 2007年3月）
- Mキン!（2006年3月 - 6月、 2007年4月 - 9月）
- Nature's Passion（2007年4月 - 2008年3月）

## 役員
- 代表取締役：三浦孝史
- 取締役局長：北岡昌洋
- 取締役：鶴田力
- 取締役：木内克昌
- 取締役：竹本直人
- 取締役：三浦真吾
- 監査役：土谷秀樹
- 相談役：鈴木泰

## パーソナリティ
- 滝沢貴之
- 大千里麻里子
- 白﨑亜紀子
- 柴田京子
- 塩谷薫